# Procesor audio
Procesor audio – element komputera lub karty dźwiękowej, dokonujący operacji na dźwięku w postaci cyfrowej.
Procesor audio może również dokonywać syntezy dźwięku na podstawie poleceń docierających z komputera. W zależności od złożoności karty dźwiękowej synteza dźwięku może być mniej lub bardziej zaawansowana. We współczesnych systemach układ dźwiękowy często jest zintegrowany z płytą główną komputera. Najczęściej wtedy układ dźwięku znajduje się w moście południowym chipsetu jako tzw. kodek AC97. Najczęściej umożliwia on współpracę z interfejsem liniowym modemu oraz przetwornikami AC/CA, które wymagane są przy przetwarzaniu dźwięku. Zaawansowane układy dźwiękowe umożliwiają wytwarzanie tzw. dźwięku przestrzennego, który generowany jest przy pomocy kilku głośników.